# Isole nella Rete
Isole nella rete (Islands in the Net) è un romanzo thriller fantascientifico in stile postcyberpunk dello scrittore statunitense Bruce Sterling, pubblicato nel 1988.
Nel 1989 il romanzo ha vinto il Premio John Wood Campbell Memorial, ottenendo nello stesso anno una nomination al Premio Hugo per il miglior romanzo, classificandosi inoltre al terzo posto per il Premio Locus per il miglior romanzo.

## Edizioni
- (EN) Bruce Sterling, Islands in the Net, 1ª ed., New York, Arbor House/William Morrow, 1988, ISBN 978-0-87795-952-6.
- (PT) Bruce Sterling, Piratas de Dados, traduzione di Norberto de Paula Lima, Editora Aleph, n. 2, San Paolo del Brasile, Coleção Zenith, 1990, ISBN 978-85-85887-31-5.
- (ES) Bruce Sterling, Islas en la Red, traduzione di Domingo Santos, Cronos Ciencia Ficción, Ediciones Destino, 1990.
- (DE) Bruce Sterling, Inseln im Netz, traduzione di Walter Brumm, Heyne Science Fiction & Fantasy, n. 4702, Monaco di Baviera, Heyne, 1990, ISBN 978-3-453-04285-8.
- (FR) Bruce Sterling, Les mailles du réseau 1/2, traduzione di Jean Bonnefoy, Présence du Futur, n. 508, Parigi, Denoël, 1990, ISBN 978-2-207-30508-9.
- (FR) Bruce Sterling, Les mailles du réseau 2/2, traduzione di Jean Bonnefoy, Présence du Futur, n. 509, Parigi, Denoël, 1990, ISBN 978-2-207-30509-6.
- Bruce Sterling, Isole nella rete, traduzione di Bernardo Cicchetti, Il Libro d'Oro, n. 76, Roma, Fanucci, 1994, ISBN 8834704363.
- (DA) Bruce Sterling, Øer I Nettet, traduzione di Hans Peter Rolfsen, Cicero, 1994, ISBN 978-87-7714-171-3.
- Bruce Sterling, Isole nella rete, traduzione di Bernardo Cicchetti, Economica Tascabile, n. 68, Roma, Fanucci, 1997, ISBN 8834705793.
- Bruce Sterling, Isole nella rete, traduzione di Bernardo Cicchetti, Tascabili Immaginario, n. 31, Roma, Fanucci, 2003, ISBN 8834709497.